# Бьорк
Бьорк (на исландски: Björk Guðmundsdóttir, пълно име Бьорк Гудмундсдотир) е исландска певица, родена на 21 ноември 1965 година в Рейкявик. Освен изпълнителка, Бьорк е и композитор, текстописец и актриса.
Известна е с многообразните си интереси в областта на музиката, включващи поп, алтернативен рок, джаз, ембиънт, електроника, фолк и класическа музика. Спечелила е много награди и е номинирана дванадесет пъти за Грами и за наградата на Академията.
Притежава лейбъла One Little Indian, който през 2003 година отчита 15 милиона продажби в световен мащаб. Последният ѝ издаден албум е Fossora, който е пуснат на 30 септември 2022 година.

## Ранна кариера
Бьорк е родена и израснала в Рейкявик, Исландия. Музикалната ѝ кариера започва когато е едва на 11 години, започвайки с обучение по пиано още в началното училище. Един от преподавателите ѝ изпраща записаното от Бьорк изпълнение на песента на Тина Чарлс „I Love to Love“ на RÚV, единствената тогава радио станция в Исландия. Записът бива излъчен по националното радио; след като го чува представител на звукозаписната компания Fálkinn се свързва с Бьорк и ѝ предлага договор. През 1977 е записан и издаден само на територията на Исландия албумът „Björk“.
През юношеските си години Бьорк е силно повлияна от пънк-рока; на 14 години създава момичешката пънк група Spit and Snot, скоро след която сформира и джаз-фюжън групата Exodus. През 1980 година завършва музикално училище. Следващата година тя и басистът Якоб Магнуссон формират групата Jam-80, която по-късно се прекръства на Tappi Tíkarrass и издава сингъла „Bítið Fast í Vítið“. Следващият им албум „Miranda“ е издаден през 1983 година.
По-късно Бьорк започва да работи с Ейнар Йорн Бенедиктссон и Ейнар Мелакс от групата Purrkur Pillnikk, с Гудлаугир Оттарссон, Сигтригур Балдурссон и Биргир Могенсен от Þeyr. След като написват няколко песни и репетират около две седмици, новата група KUKL („магьосничество“ на исландски), развиват звучене най-близо до готик рока. Бьорк започва да демонстрира познатият на мнозина начин на пеене, забележим със специфично виене и крясъци.
KUKL тръгват на национално турне заедно с още една анархистка, но английска пънк група – Crass, като по-късно посещават Великобритания и имат поредица от изпълнения заедно с Flux of Pink Indians. Групата издава два албума: The Eye през 1984 година и Holidays in Europe, в 1986 година, и двата издадени от Crass Records.
Групата се разпада малко след издаването на втория си албум, отчасти поради закриването на техния лейбъл Gramm. През лятото на 1986 година, няколко от членовете на KUKL и сюрреалистичната група Medusa се обединяват, за да създадат артистичния колектив Smekkleysa (лош вкус). Колективът има собствена група, която също се казва KUKL, но много скоро името ѝ се променя на The Sugarcubes. Smekkleysa и The Sugarcubes официално стартират своята дейност на същия ден, в който се ражда синът на Бьорк, Синдри.

### The Sugarcubes
Първият сингъл на The Sugarcubes „Ammæli“ (рожден ден), съвсем изненадващо се оказва хит във Великобритания след като Melody Maker го обявяват за сингъл на седмицата. На групата моментално е предложен договор от звукозаписната компания One Little Indian, домашния лейбъл на бившия басист на Flux of Pink Indians Дерек Биркет. В САЩ и Великобритания достигат култов статус, като групата получава множество предложения от големи музикални компании. Всички предложения биват отхвърлени, защото групата предпочита да запази пълен контрол върху записите си, вместо да получава високи хонорари за участията си. Бьорк е част от лейбъла One Little Indian. The Sugarcubes подписват договор за разпространение в Щатите с Elektra Records и записват първия си албум „Life's Too Good“ през 1988 година. Издаването на албума осигурява на групата моментален успех, нещо невиждано дотогава за исландска рок група.
Докато е в The Sugarcubes, Бьорк участва в няколко странични проекта. Записва „Gling-Gló“, колекция от известни джаз песни, заедно с джаз формацията Trio Guðmundar Ingólfssonar. Бьорк също така е и гост вокал в албума на 808 State „Ex:el“, развивайки своя интерес към електронната музика. Песента Ooops е издадена като сингъл във Великобритания и по-късно е включена в бест албума на 808 State „808:88:98“.

## Музика

### Начало на соло кариерата / Debut
През 1992 година The Sugarcubes се разпадат заради конфликти породени от соло амбициите на членовете. Всички от групата са запазили приятелските си отношения и са все още ангажирани с управлението на артистичната формация Smekkleysa. Бьорк се мести в Лондон и започва съвместна работа с продуцента Нелии Хуупър, който е продуцирал и Масив Атак. Тяхното сътрудничество създава първият международен хит на Бьорк „Human Behaviour“. Дебютният ѝ албум „Debut“ излиза юни 1993 година и е посрещнат изключително позитивно от критиците. Списание NME обявява албума за най-добър за 1993 година, а в Щатите достига платинен статус. На БРИТ наградите през 1994 година Бьорк печели наградите за най-добра чуждестранна изпълнителка и най-добър чуждестранен дебют. „Debut“ включва песни написани от Бьорк още като ученичка, както и по-нови музикални съвместни проекти с Хуупър.
Успехът на „Debut“ ѝ позволява да сътрудничи и с други изпълнители за отделни песни, които не фигурират в албума. Бьорк работи с Дейвид Арнолд за песента „Play Dead“, тематичната песен към филма от 1993 година „The Young Americans“ (която се появява като бонус песен при преиздаването на Debut). Сътрудничи и с Трики за проекта му „Nearly God“. Осигурява вокали за една песен от албума на Плейд „Not For Threes“. Също така написва песента „Bedtime Story“, която се появява в албума на Мадона от 1994 година „Bedtime Stories“.

### Post / Telegram
През 1994 година Бьорк се завръща в студиото, за да започне работа по втория си соло албум като този път сътрудничи с Нелии Хуупър, Трики, Греъм Мейси от 808 State и продуцентът на електронна музика Хауи Би. „Post“ съдържа основно песни, базиращи се на връзките на Бьорк, както и песни за любовта (една от любимите ѝ теми), като има и по-яростен и конфронтиращ материал. Както „Debut“, така и този албум съдържа няколко песни написани от самата Бьорк още в самото начало на нейната музикална кариера.
Същевременно изпълнява свои песни в предаването MTV Unplugged. През юни 1995 година албумът е издаден и достига второ място в класацията за албуми във Великобритания, а в Щатите се превръща в платинен албум. Популярността на „Post“ нараства и с помощта на успеха на сингъла „It's Oh So Quiet“, изненадващ коледен хит, който само в Обединеното кралство успява да продаде 400 000 копия и прекарва 15 седмици в класацията за сингли. През януари 1997 година излиза „Telegram“, албум съдържащ ремикси на песни от Post и излиза песента My Spine.

### Homogenic
През септември 1997 година излиза албумът Homogenic. Той отбелязва драматична промяна във визията на Бьорк, развита в първите ѝ два албума. Тя работи с продуцентите Марк Бел от LFO и Хауи Би, както и с Еумир Деодато. Homogenic е първият концептуален албум на Бьорк и се счита за един от нейните най-експериментални и екстровертни проекти, най-вече заради големите си бийтове, които отразяват релефа на Исландия. Най-показателна е песента Jóga, която е смесица между трептящи наситени струни и рок-електронни ритми.
Емоционално наситеният албум е популярен и с редицата запомнящи се музикални видеоклипове, някои от които се излъчват изключително често по MTV, особено епичната Bachelorette, чийто клип е режисиран от Мишел Гондри, както и All Is Full of Love, режисиран от Крис Кънингам и се превръща в алтернативен рок хит през 1999 година All Is Full of Love е първият DVD сингъл издаден някога в Щатите, поставяйки начало на практиката много изпълнители да добавят DVD видео и други мултимедийни екстри към сингъла, който издават.
Албумът достига в Щатите златен статус през 2001 година, а през 2006 година е вече с платинен. През 2000 година Бьорк играе ролята на Селма, сляпа работничка в завод, героиня от филма на Ларс фон Триер „Танцьорка в мрака“, а впоследствие записва и музиката към филма, издадена под името Selmasongs.

### Vespertine
През 2001 година е издаден албумът „Vespertine“. Този албум показва една нова Бьорк, която създава един интровертен, вътрешен и личен свят от микробийтове и малки ритми. Проектът включва камерен оркестър, хорове, заглъхващи спокойно вокали и лични болезнени теми. По работата с албума тя сътрудничи с експерименталистите от Матмос, датския DJ Томас Кнак и експериментаторката в областта на арфата Зийна Паркинс. Текстовете са силно повлияни от американския поет Е. Е. Къмингс, независимия американски филмов продуцент Хармъни Корин и Сара Кейн, английски драматург. Издаването на албума съвпада и с публикуването на книжката с бели стихове и различни фотографии, озаглавена просто „Björk“. След издаването на албума Бьорк тръгва на турне в Европа и Северна Америка, придружена от музикантите от Матмос, Зийна Паркинс и инуитски хор, който тя лично избира на едно свое пътуване до Гренландия малко преди началото на турнето в подкрепа на „Vespertine“.
От „Vespertine“ са издадени три отделни сингъла: „Hidden Place“, „Pagan Poetry“ и „Cocoon“. MTV2, канал популярен с по-независимите и артистични видеоклипове, които се въртят на неговата честота, върти доста първия сингъл „Hidden Place“, който по-късно е издаден и като DVD сингъл. Въпреки това, следващото видео на Бьорк се оказва още по-противоречиво. Клипът към „Pagan Poetry“ показва съвсем нагледно пиърсинги, разголените зърна на Бьорк, както и размазани изображения от сексуален акт, включвайки вагинална пенетрация и фелацио. В резултат на това клипът се върти изключително рядко по MTV и други музикални телевизии, а някои части от него (голите зърна, например) са цензурирани. Видеоклипът за песента „Cocoon“ също показва една на пръв поглед гола Бьорк (всъщност носи прилепващ телесен костюм), чийто зърна този път са закрити от червени нишки, които впоследствие обгръщат изпълнителката, превръщайки я в жив пашкул. Видеото е режисирано от японеца Ейко Ишиока и не е излъчвано от MTV.
Последната песен от албума „Unison“, използва семпъл от Хора на катедралата Сейнт Пол, изпълняващ сегмент от „Viri Galilaei“ на Патрик Гауърс. Гауърс завежда дело срещу Бьорк, настоявайки да бъде включен в авторските права на песента. Изходът от делото остава неясен.

### Family Tree / Greatest Hits / Live Box
През 2002 година излиза сборният комплект дискове Family Tree, съдържащ ретроспекция на кариерата на Бьорк и включващ много неиздавани дотогава версии на нейни композиции. Заедно с този комплект излиза и албумът Greatest Hits, ретроспективен албум, който отразява последните 10 години от кариерата на исландската изпълнителка; всички песни са избрани от почитатели, гласували в официална анкета на личната ѝ уебстраница. Двете издания се продават изключително слабо. Към албума е издадено и DVD, съдържащо всички нейни клипове дотогава. Новият сингъл от компилацията It's In Our Hands, достига 37-а позиция в английската класация, а видеото към него показва Бьорк в напреднала бременност.
През следващата година Бьорк издава бокс-сета Live Box, който включва 4 отделни компакт диска, всеки от които е версия на живо на един от предходните ѝ четири албума, и едно DVD с видеоклипове. По-късно всеки един от дисковете е издаден и се продава поотделно.

### Medúlla
Албумът на Бьорк Medúlla излиза към края на август 2004 година Medúlla е като цяло плод на артистичната импровизация на Бьорк, следвайки предишните два концептуални албума, но по средата на записването му тя решава, че иска работата да се концентрира изцяло върху създаването на един вокален албум. Повечето от звуците в албума са създадени чрез гласове (въпреки че повечето от тях са електронно обработени). Бьорк се възползва от вокалните способности на гърления певец Тагак, хип-хоп бийтбоксера Разел, японския бийтбоксер Докака, авант-рокера Майк Патън, барабанистът и вокалист на „Софт Машин“ Робърт Уат, както и на няколко музикални хора; тя отново използва заемки от текстове на поета Е. Е. Къмингс този път при написването на песента Sonnets/Unrealities XI. Скоро след издаването си Medúlla се превръща в най-успешния албум на Бьорк в американските музикални класации, дебютирайки на 14 място. Единствено Volta успява да надмине този успех, стартирайки от 9 място.
През август 2004 година Бьорк изпълнява песента Oceania на церемонията за откриването на Летните Олимпийски Игри в Атина, Гърция. В типичен за нея стил, изпълнението ѝ е едно от най-необичайните на церемонията. Докато тя пее, роклята ѝ се разстила постепенно, и се разпростира като океан върху всички олимпийски атлети. Песента включва Шломо, бийтбоксер от Лийдс, заедно с лондонски хор. Алтернативна версия на песента, включваща R'n'B изпълнителката Келийс започва да циркулира из Интернет. Тази версия първоначално може да се открие единствено в промоционалния сингъл Oceania, а по-късно се преиздава като b-side към сингъла Who Is It, който от своя страна достига 26-а позиция във Великобритания. Следващият сингъл Triumph of a Heart достига 31 място. Видео за потенциалния следващ сингъл Where Is the Line е заснет от исландката Габриела Фридриксдотир, като част от неин визуален пърформанс, но никога не излиза като самостоятелен сингъл.
Освен няколко изпълнения на живо, никакви концерти или турнета не се организират, за да промоцират Medúlla. В множество интервюта Бьорк заявява, че е имала желанието веднага да започне със записването на нов албум.

### Army of Me: Remixes and Covers / Drawing Restraint 9 / (___surrounded)
След опустошителното цунами, което удря югоизточна Азия в края на 2004 година, Бьорк моментално започва работа по нов проект „Army of Mixes“. Този проект обединява фенове и музиканти от цял свят, чиято цел е да направят или ремикс или кавър версия на песента от 1995 „Army of Me“. От повече от 600 изпратени песни, Бьорк и текстописецът Греъм Мейси избират 20 най-добри, които да бъдат включени в албума. Към януари 2006 година албумът е събрал около £250 000, които да помогнат на УНИЦЕФ при работата им в засегнатия район в югоизточна Азия.
На 25 юли 2005 година във Великобритания и на 23 август в САЩ Бьорк издава албума „The Music from Drawing Restraint 9“. Той е саундтрак към едноименния филм на нейния приятел Матю Барни. Бьорк изследва традиционните японски музикални стилове, за да допълни този експериментален филм, който разказва за двама любовници, които са се озовали на китоловен кораб и участват в странна чаена церемония.
На 2 юли 2005 година Бьорк взема участие в историческата поредица от концерти Live 8, оглавявайки този в Япония заедно с групите Do As Infinity, Good Charlotte и McFly. На концерта изпълнява 8 песни с Матмос, японски струнен октет и Зийна Паркинс.
На 27 юни 2006 година излиза компилацията (___surrounded):, която включва първите ѝ три соло албума („Debut“, „Post“, „Homogenic“) и двата ѝ саундтрака („Selmasongs“ и „Drawing Restraint 9“) с подобрен, специално заради това издание, 5.1 съраунд звук. „Vespertine“ и „Medúlla“ са оригинално издадени в 5.1 или като DVD-A или SACD, но също са включени в бокс-сета под нова форма.
През това време Бьорк печели още една награда БРИТ за най-добра чуждестранна изпълнителка. Отчитайки нейния статус като една от големите в поп музиката и като една от най-смелите, иновативни и идиосинкретични изпълнители за последните две десетилетия, Бьорк е наградена с престижната Награда за вдъхновение на годишните награди на списание Q през октомври 2005 година.
Бившите членове на The Sugarcubes се събират за един-единствен концерт на 17 ноември 2006 година в Рейкявик. Парите, спечелени от концерта, са дарени на бившата музикална компания на групата Smekkleysa, която според Бьорк продължава да работи на добри начала за подобряването на музиката в Исландия.

### Volta
Шестият студиен албум на Бьорк Volta излиза на 7 май 2007 година. Той е основно написан и продуциран от Бьорк и съдържа 10 нови песни. В продукцията участват и няколко именити продуценти като Тимбаленд, Антъни Хегърти и Сьон.
Първият сингъл от албума Earth Intruders е издаден на 9 април 2007 година и е едва втората нейната песен, която успява да влезе в американската класация Billboard Hot 100. Volta дебютира на 9-о място в класацията Billboard 200 albums, превръщайки се в нейния пръв топ 10 албум в Щатите, с продажби за първата седмица от 43 000 копия. Във Франция албумът достига трето място, продавайки 20 600 албума за първата седмица, а във Великобритания е на 7-а позиция с 20 456 продадени копия. Издателите ѝ от One Little Indian очакват това да бъде най-успешният ѝ албум в световен мащаб, заради работата ѝ с Тимбаленд, който е продуцирал изключително успешните Нели Фуртадо и Джъстин Тимбърлейк. Вторият сингъл от албума Innocence е издаден на 23 юли 2007 година, като видеото към него е направено от фенове на Бьорк. Третият сингъл „Declare Independance“ е издаден на 1 януари 2008 година. Режисьор на клипа към него е Мишел Гондри. Следват го синглите „Wanderlust“ и „The Dull Flame of Desire“.
През септември 2008 година Бьорк тръгва на световно турне, което продължава 18 месеца.

### Biophilia
На 17 март 2011 година Бьорк потвърждава подробности за следващия си проект, наречен „Biophilia“. Изпълнителката обявява, че новият проект ще комбинира музика с технологични иновации и теми от науката и природата, образователни сътрудничества с деца и специализирани изпълнения на живо. Първият сингъл, носещ заглавието „Crystalline“, е издаден през юни 2011 година.
Албумът се предвижда да бъде издаден на 10 октомври 2011 година.

## Име и произход
Бьорк най-често е позната само с първото си име. Това не е артистичен псевдоним или галено име; за живеещите в Исландия е напълно нормално да бъдат наричани само с първото си име, защото почти всички исландски фамилни имена съдържат името на бащата, а понякога и на майката.
На исландски Бьорк означава бреза, продължавайки практиката повечето исландски да имена имат конкретно значение. Гудмундсдотир се превежда като „дъщерята на Гудмунд“.
Бащата на Бьорк, Гудмундур Гунарссон е известен профсъюзен лидер, който е обществено признат и познат много преди успеха на дъщеря си. Майка ѝ се казва Хилдур Руна Хаускдотир и също е политически активна.
Въпреки че много е говорено за източноазиатските/ескимоски черти на Бьорк (като дете е била подигравана с прякора „китайчето“), тя отрича да има такъв произход.

## Личен живот
Бьорк и партньорът ѝ, художникът Матю Барни, имат дъщеря, Изадора Бяркардотир Барни, родена на 3 октомври 2002 година Бьорк има и син Синдри Елдон Торссон, роден на 8 юни 1986 година, плод на връзката ѝ с Тор Елдон от групата The Sugarcubes. Синдри се занимава с журналистика и свири на бас китара в няколко групи.
Бьорк често се е оплаквала от преследващите я папараци и през 1996 година два различни инцидента привличат вниманието на медиите. Първият инцидент се случва на летище Дон Муанг в Бангкок, Тайланд. След дълъг полет Бьорк слиза с 10-годишния си син на летището, където я очаква група журналисти, за да я поздравят. Когато една репортерка се отправя към сина ѝ Синдри с думите „Добре дошъл в Бангкок“, Бьорк напада журналистката и ѝ нанася няколко удара, преди мелето да бъде прекратено. Бьорк отново се опитва да нападне жената, но е качена на автобуса, който я чака. По-късно Бьорк обяснява, че репортерката „завряла“ микрофона в лицето на сина ѝ, довеждайки до избухването ѝ, въпреки че според много нищо такова не се е случило, съдейки от направения запис. В крайна сметка Бьорк се свързва с репортерката и ѝ се извинява за случилото се.
По-късно същата година фен изпраща киселинна бомба на адреса на дома на Бьорк в Лондон, а след това се самоубива, но пакетът е засечен от лондонската полиция. Рикардо Лопез от Флорида, САЩ, заснема целият процес на изготвяне на бомбата, която трябва да убие Бьорк. Почти 22-часовият запис показва колко Лопез е бил вманиачен по Бьорк, засяга неговите любовни чувства и други теми. Видеото продължава с изпращането на бомбата за Бьорк по пощата и завършва драматично след като Лопез боядисва лицето си, обръсва главата си и се застрелва пред камерата.
В интервю за списание Дива от октомври 2004 година Бьорк казва: „Мисля, че всеки е бисексуален до една или друга степен; всичко е въпрос на това дали ще избереш да признаеш този факт и да го приемеш. Лично аз мисля, че да избираш между мъже и жени е като да избираш между торта и сладолед. Трябва да си луд, за да не опиташ и от двете, след като има толкова много вкусове.“

## Награди
Номинации за Грами
- 1993 – „Human Behaviour“ – Най-добър музикален видеоклип
- 1995 – Post – Най-добро алтернативно изпълнение
- 1995 – „It's Oh So Quiet“ – Най-добър музикален видеоклип
- 1997 – Homogenic – Най-добър алтернативен албум
- 1998 – „Bachelorette“ – Най-добър видеоклип
- 1999 – „All Is Full of Love“ – Най-добър видеоклип
- 2000 – „Overture“ (Selmasongs) – Най-добро поп инструментално изпълнение
- 2000 – „I've Seen It All“ (Selmasongs) – Най-добро поп инструментално изпълнение с вокален съпровод
- 2001 – Vespertine – Най-добър алтернативен албум
- 2003 – Family Tree – Най-добър бокс-сет или с ограничен тираж издание
- 2004 – „Oceania“ – Най-добро женско поп изпълнение
- 2004 – Medúlla – Най-добър алтернативен албум

Награди на филмовата академия на САЩ
- 2001 – Най-добра песен от игрален филм – I've Seen It All от „Танцьорка в мрака“ – номинирана

Награди БРИТ
- 1994 – Най-добър пробив
- 1994 – Най-добра чуждестранна изпълнителка
- 1996 – Най-добра чуждестранна изпълнителка
- 1998 – Най-добра чуждестранна изпълнителка
- 2001 – Най-добра музика към филм „Selmasongs“ – номинирана
- 2002 – Най-добра чуждестранна изпълнителка – номинирана
- 2006 – Най-добра чуждестранна изпълнителка – номинирана

Филмов фестивал в Кан
- 2000 – Най-добра актриса

Награди Златен глобус
- 2001 – Най-добра актриса – Драма – номинирана
- 2001 – Най-добра песен – I've Seen It All – номинирана

Награди Q
- 2007 – награда „Вдъхновение“

Награди MOJO
- 2007 – награда „Вдъхновение“

MTV Видео награди
- 1996 – Най-добра хореография It's Oh So Quiet
- 1998 – Най-добра режисура Bachelorette
- 2000 – Най-добри специални ефекти All is Full of Love